# لوميفانترين
اللوميفانترين (أو البنفلوميتول) هو دواء مضاد للملاريا. يُستخدم فقط ضمن مركبٍ مع الأرتيميثر. يستخدم أحيانًا مصطلح (co-artemether) لوصف هذه المجموعة. يُعد العمر النصفي للوميفانترين أطول مقارنةً بالأرتيميثير، ولذلك يُعتقد أنه يزيل أي طفيليات متبقية بعد العلاج المركب.
صنّع اللوميفانترين، جنبًا إلى جنب مع البيرونيردين والنفتوكوين [الإنجليزية]، خلال مشروع 523 [الإنجليزية] الصيني لأبحاث الأدوية المضادة للملاريا، والذي بدأ في عام 1967؛ تُستخدم جميع هذه المركبات في العلاجات المركبة المضادة الملاريا.